# Yuushinron
«Yuushinron» (яп. 有心論 Ю:синрон) — песня японской рок-группы RADWIMPS, выпущенная 26 июля 2006 года в качестве второго из трёх синглов с альбома Radwimps 4: Okazu no Gohan. Песня получила золотую сертификацию RIAJ, став одной из четырёх композиций с альбома, достигнувших такого результата.
Музыкальное видео было загружено на официальный YouTube-канал RADWIMPS 2 июля 2009 года, и с того момента было просмотрено более 32 млн раз (по состоянию на январь 2019 года). Также видеоклип победил на Space Shower Music Awards 2007 в номинации «Best Art Direction».

## О песне
Ёдзиро Нода отметил, что для создания песни потребовались огромные усилия и то, что она привносит важность в мир человека и его партнёра. Как и в прошлых релизах группы, в названии песни есть игра слов. Слово «yuushinron» (яп. 有神論 Ю:синрон) означает теизм, веру в богов, однако второй кандзи, бог (神), заменён омонимом сердце (心).
Сторона «Б» сингла, песня «Jennifer Yamada-san», стала первой композицией, выпущенной группой Misoshiru's, сайд-проектом RADWIMPS.

## Отзывы критиков
В обзоре What's In? было отмечено, что текст песни это то, что может быть услышано только у RADWIMPS, а также то, что у слов песни большой резонанс. Автор обзора считал, что мелодия «может задеть струны вашей души». В обзоре CDJournal было отмечено, что у песни есть «быстрый переход к менее жанровому звучанию» из-за рэп-элементов в бридже, а также из-за акустического начала песни. Рецензент описал слова песни как «полные остроумия», а мелодию «волнистой».

## Список композиций
| №                   | Название              | Длительность |
| ------------------- | --------------------- | ------------ |
| 1.                  | «Yuushinron»          | 4:14         |
| 2.                  | «Jennifer Yamada-san» | 3:44         |
| Общая длительность: | Общая длительность:   | 7:58         |

## Позиции в чартах
| Чарт (2006)                 | Высшая позиция |
| --------------------------- | -------------- |
| Еженедельные альбомы Oricon | 13             |

## Продажи и сертификации
| Чарт                      | Количество      |
| ------------------------- | --------------- |
| Физические продажи Oricon | 34 000          |
| Сертификация RIAJ (цифр.) | Gold (100 000+) |